# میکییا یامادا
میکییا یامادا (انگلیسی: Mikiya Yamada؛ زادهٔ ۷ نوامبر ۱۹۹۲) بازیکن فوتبال اهل ژاپن است.